# Moritz Meis
Moritz Meis (* 1. Dezember 1987) ist ein ehemaliger deutscher Footballspieler.

## Laufbahn
Der aus Bordesholm stammende Meis begann bei den Neumünster Red Hawks mit dem Footballsport. Über die Lübeck Seals (ab 2008) kam er 2012 zu den Lübeck Cougars, mit denen er eine Saison in der GFL, der bundesweit höchsten Spielklasse, antrat, aber abstieg und anschließend in der zweiten Liga spielte. Im Anschluss an die Saison 2014 pausierte Meis, zum Spieljahr 2016 ging der Verteidiger zu den Kiel Baltic Hurricanes in die GFL. Mit der deutschen Nationalmannschaft gewann der 1,92 Meter große sowie 115 Kilogramm schwere Meis 2017 die Silbermedaille bei den World Games in Breslau.